# Gallows humor
Il gallows humor (letteralmente "Humor da patibolo", comunque traducibile come "Humor macabro"; in tedesco: Galgenhumor) è un particolare tipo di umorismo che sorge da situazioni di stress, momenti traumatici o di grave pericolo durante la vita. Esso appare spesso in circostanze in cui la morte è percepita come imminente e inevitabile. È simile all'umorismo nero, ma se ne differenzia in quanto il gallows humor è utilizzato dalla persona interessata dai disagi sopraccitati.

## Natura e funzioni delgallows humor
Sigmund Freud, in un saggio del 1927, chiamato Humour (Der Humor), ha gettato le basi per la successiva teoria sul gallows humor: «l'Io rifiuta di essere afflitto dalle provocazioni della realtà, di lasciar sé stesso costretto a soffrire. Esso insiste sul fatto di non poter essere influenzato dai traumi del mondo esterno; mostra, infatti, che tali traumi non sono altro che occasioni per procurarsi piacere». Alcuni sociologi hanno ulteriormente elaborato questo concetto. Paul Lewis, professore presso il Boston College nel Massachusetts, avverte come l'aspetto liberatorio del gallows humor dipenda innanzitutto dal contesto della battuta: se la battuta è pronunciata dalla stessa persona minacciata o da qualcun altro.

## Esempi
Il concetto di gallows humor è sintetizzabile in una storia apocrifa di un uomo condannato a morte che viene portato in una camera di esecuzione. Il prigioniero condannato punta il dito verso la sedia elettrica e chiede al direttore del carcere: «è proprio certo che quell'aggeggio sia sicuro?».
Inoltre, citando Romeo e Giulietta di William Shakespeare (atto 3, scena 1), in cui Mercuzio è colpito in uno scontro da Tebaldo, cugino di Giulietta:
(Romeo e Mercuzio)
Tommaso Moro, condannato a morte il 6 luglio 1535, ironizzò sulla sua esecuzione: sulla scala, totalmente rotta e pericolante, che lo portava al patibolo chiese il sostegno del suo esecutore per salire dicendo: «La prego, Tenente, mi aiuti a salire. Per discendere, me la sbroglierò da solo!»
Lo scrittore Oscar Wilde si trovò povero e malato sul letto di morte, in una pensione da due soldi. Pur nelle condizioni in cui versava pare che le sue ultime parole siano state: «La mia carta da parati e io siamo impegnati in un duello mortale. O l'uno o l'altra dovrà andarsene» (anche se esistono diverse interpretazioni su come fosse realmente composta la frase stessa).
All'assassino James French sono state attribuite le ultime, famose parole prima dalla sua morte sulla sedia elettrica: «che ve ne pare di questo come titolo di testa sul giornale domani? "French Fries"» (letteralmente "patatine fritte", è un gioco di parole usato da French sul suo nome, in quanto può anche voler dire "French frigge").
L'agiografia di San Lorenzo narra che egli, condannato a bruciare su una graticola, avesse detto al carnefice, dopo un certo tempo che il supplizio procedeva: «Questa parte è cotta, volta e mangia».
Un esempio famoso di gallows humor è il finale del film dei Monty Python Brian di Nazareth, in cui un gruppo di condannati crocefissi si mettono a cantare gaudiosamente Always Look on the Bright Side of Life (Guarda sempre al lato positivo della vita).
Nel libro di Stephen King Le creature del buio, il personaggio principale riflette su una battuta che ha «sentito una volta». Un uomo sta per essere giustiziato, il capo della squadra che lo deve fucilare gli offre una sigaretta. Lui risponde: «no grazie, sto provando a smettere».
Nel film Amore e guerra di Woody Allen, il protagonista (Boris Grushenko), mentre seppellisce caduti al fronte, incontra il fantasma di un suo conoscente (Vladimir Maximovich). Questo dialogo è un continuo e brillante scambio di battute in cui emergono tratti di gallows humor:
(Boris Grushenko e Vladimir Maximovich)
Questo genere di umorismo è stato fonte di ispirazione per Jack Richardson, drammaturgo statunitense, che nella sua opera Gallows Humor (Risate sul patibolo, 1961) attua una acuta indagine esplorativa sulla vita del proprio Paese.

## Usi sociali
Si è sostenuto che questo genere di umorismo macabro si verifichi spesso nelle società i cui abitanti hanno mezzi limitati per esprimere il loro malcontento e in cui il malcontento stesso risulti significativo. In questi casi il gallows humor è in grado di fornire uno sbocco, una via di uscita alternativa alle persone rispetto ad un più pericoloso dialogo aperto.
Nella sua etnografia Death without Weeping: The Violence of Everyday life in Brazil (1993), l'antropologa Nancy Scheper-Hughes descrive l'uso di umorismo macabro degli abitanti di una baraccopoli nel nord-est del Brasile.